# Zelotes cruz
Zelotes cruz är en spindelart som beskrevs av Norman I. Platnick och Mohammad U. Shadab 1983. Zelotes cruz ingår i släktet Zelotes och familjen plattbuksspindlar. Inga underarter finns listade i Catalogue of Life.